# Володимирівська селищна рада
Володи́мирівська се́лищна ра́да — адміністративно-територіальна одиниця та орган місцевого самоврядування в Волноваському районі Донецької області. Адміністративний центр — селище міського типу Володимирівка.

## Загальні відомості
- Населення ради: 6 698 осіб (станом на 1 січня 2011 року)

## Населені пункти
Селищній раді підпорядковані населені пункти:
- смт Володимирівка

## Склад ради
Рада складається з 30 депутатів та голови.
- Голова ради: Абраменко Володимир Володимирович
- Секретар ради: Чепіжко Ірина Василівна

### Керівний склад попередніх скликань
| Прізвище, ім'я, по батькові       | Основні відомості                                                        | Дата обрання | Дата звільнення |
| --------------------------------- | ------------------------------------------------------------------------ | ------------ | --------------- |
| Шимановський Василь Ілліч         | Селищний голова, 1948 року народження, безпартійний                      | 26.03.2006   | 31.10.2010      |
| Абраменко Володимир Володимирович | Селищний голова, 1955 року народження, освіта вища, член Партії регіонів | 31.10.2010   |                 |

Примітка: таблиця складена за даними сайту Верховної Ради України

### Депутати
За результатами місцевих виборів 2010 року депутатами ради стали:

#### За суб'єктами висування
| Суб'єкт висування           | Кількість обраних депутатів | %    |
| --------------------------- | --------------------------- | ---- |
| Партія регіонів             | 21                          | 70   |
| Самовисування               | 8                           | 26,7 |
| Комуністична партія України | 1                           | 3,3  |

#### За округами
| № округу                    | Прізвище, ім'я, по батькові      | Дата визнання обраним | Освіта  | Партійна приналежність            | Відомості про обраного депутата                                                                        |
| --------------------------- | -------------------------------- | --------------------- | ------- | --------------------------------- | --- |
| Комуністична партія України |                                  |                       |         |                                   | |
| 25                          | Соловей Євген Володимирович      | 03.11.2010            | вища    | позапартійний                     | шахта «Південно-Донбаська» № 1, прохідник                                                              |
| Партія регіонів             |                                  |                       |         |                                   | |
| 3                           | Самойленко Геннадій Анатолійович | 03.11.2010            | вища    | член Партії регіонів              | ВАТ «Великоанадольський вогнетривкий комбінат», начальник цеху № 1                                     |
| 5                           | Загорков В'ячеслав Костянтинович | 03.11.2010            | вища    | член Партії регіонів              | ВАТ «Великоанадольський вогнетривкий комбінат», начальник дільниці охорони                             |
| 6                           | Яровий Олександр Павлович        | 03.11.2010            | вища    | член Партії регіонів              | ВАТ "Великоанадольський вогнетривкий комбінат, начальник технічного відділу                            |
| 7                           | Заболотна Зоя Стефанівна         | 03.11.2010            | вища    | член Партії регіонів              | пенсіонер                                                                                              |
| 10                          | Бікасова Тетяна Михайлівна       | 03.11.2010            | вища    | член Партії регіонів              | Володимирівська селищна рада, секретар селищної ради                                                   |
| 11                          | Лісконог Тамара Миколаївна       | 03.11.2010            | вища    | член Партії регіонів              | ВАТ «Великоанадольський вогнетривкий комбінат», начальник відділу матеріально-технічного забезпечення  |
| 12                          | Олефіренко Валентин Михайлович   | 03.11.2010            | вища    | член Партії регіонів              | ВАТ «Великоанадольський вогнетривкий комбінат», директор з виробництва — начальник виробничого відділу |
| 13                          | Столяренко Тетяна Борисівна      | 03.11.2010            | середня | член Партії регіонів              | ВАТ "Великоанадольський вогнетривкий комбінат, начальник адміністративно-господарського відділу        |
| 14                          | Чепіжко Ірина Василівна          | 03.11.2010            | вища    | член Партії регіонів              | ясла № 30 «Красная шапочка», вихователь                                                                |
| 15                          | Сідоров Сергій Іванович          | 03.11.2010            | вища    | член Партії регіонів              | ВАТ «Великоанадольський вогнетривкий комбінат», директор з договірно-правової роботи                   |
| 16                          | Смірнов Юрій Володимирович       | 03.11.2010            | вища    | член Партії регіонів              | ВАТ «Великоанадольський вогнетривкий комбінат», майстер цеху безрейкового транспорту                   |
| 17                          | Львова Світлана Іванівна         | 03.11.2010            | вища    | член Партії регіонів              | Волноваська вечірня (змінна) школа, вчитель                                                            |
| 18                          | Черненко Олександр Віталійович   | 03.11.2010            | вища    | член Партії регіонів              | ВАТ «Великоанадольський вогнетривкий комбінат», начальник ремонтно-механічного цеху                    |
| 19                          | Ляшенко Костянтин Володимирович  | 03.11.2010            | вища    | член Партії регіонів              | ВАТ «Великоанадольський вогнетривкий комбінат», начальник енергослужби                                 |
| 20                          | Галько Сергій Миколайович        | 03.11.2010            | вища    | член Партії регіонів              | ВАТ «Великоанадольський вогнетривкий комбінат», електрик енергослужби                                  |
| 22                          | Лейба Василь Олексійович         | 03.11.2010            | вища    | член Партії регіонів              | ВАТ «Великоанадольський вогнетривкий комбінат», директор Палацу спорту                                 |
| 23                          | Царьов Володимир Миколайович     | 03.11.2010            | середня | член Партії регіонів              | ВАТ «Великоанадольський вогнетривкий комбінат», начальник цеху № 3                                     |
| 24                          | Засід Володимир Миколайович      | 03.11.2010            | вища    | член Партії регіонів              | ВАТ «Великоанадольський вогнетривкий комбінат», завідувач складу ППМ                                   |
| 26                          | Запорожець Олександра Василівна  | 03.11.2010            | вища    | член Партії регіонів              | Володимирівська селищна рада, спеціаліст 1 категорії по роботі з молоддю                               |
| 27                          | Колчин Юрій Олександрович        | 03.11.2010            | вища    | член Партії регіонів              | ВАТ «Великоана-дольський вогнетривкий комбінат», голова профспілкового комітету                        |
| 30                          | Перемей Іван Павлович            | 03.11.2010            | вища    | член Партії регіонів              | Володимирівська загальноосвітня школа I-III ст. № 1, директор                                          |
| Самовисування               |                                  |                       |         |                                   | |
| 1                           | Макогон Віктор Миколайович       | 03.11.2010            | середня | позапартійний                     | СПД |
| 2                           | Пашкова Наталя Іванівна          | 03.11.2010            | вища    | позапартійна                      | ПП «Володимирівське будинкоуправління № 1», паспортист                                                 |
| 4                           | Травянко Віктор Володимирович    | 03.11.2010            | середня | позапартійний                     | пенсіонер                                                                                              |
| 8                           | Давиденко Віктор Володимирович   | 03.11.2010            | вища    | член Демократичної партії України | Володимирівська Загальноосвітня школа № 1, вчитель                                                     |
| 9                           | Черненко Ольга Володимирівна     | 03.11.2010            | вища    | член Партії регіонів              | Володимирівська селищна рада, спеціаліст 1 категорії з благоустрою                                     |
| 21                          | Огородник Валерій Петрович       | 03.11.2010            | середня | позапартійний                     | шахта «Південно-Донбаська» № 1, прохідник                                                              |
| 28                          | Костенко Наталія Василівна       | 03.11.2010            | вища    | член Партії регіонів              | Володимирівська селищна рада, спеціаліст I категорії-землевпорядник                                    |
| 29                          | Ахріменко Ольга Пилипівна        | 03.11.2010            | вища    | позапартійна                      | Володимирівська загальноосвітня школа I-III ст.№ 2, вчитель                                            |